# 山内長人

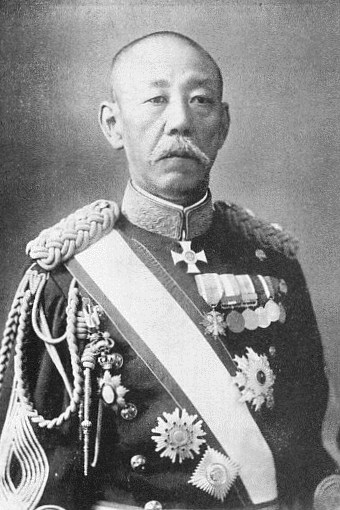
山内長人

山内 長人（やまのうち おさひと、1850年10月14日（嘉永3年9月9日） - 1931年（昭和6年）11月7日）は、日本の陸軍軍人、政治家、華族。最終階級は陸軍中将。位階および勲等、軍功は正三位・勲一等・功四級。貴族院議員。爵位は男爵。

## 経歴
本籍神奈川県。江戸で幕臣の山内長敏の子として生れる。母のかねは藤田官次の二女。明治5年2月14日（1872年3月22日）、陸軍中尉に任官。1889年（明治22年）11月、陸軍士官学校次長となり、1890年（明治23年）8月、陸軍幼年学校長に就任。1892年（明治25年）12月、陸軍省大臣官房長心得となり、1893年（明治26年）8月、陸軍省高級副官に就任。同年11月、歩兵大佐に昇進し、日清戦争に対応した。
1897年（明治30年）7月、大臣官房人事課長となり、同年9月、陸軍少将に進級し歩兵第18旅団長に就任。1899年（明治32年）2月、憲兵司令官に就任し、1902年（明治35年）9月、休職した。1904年（明治37年）2月、留守近衛歩兵第2旅団長として復帰し日露戦争を迎えている。1905年（明治38年）2月、陸軍中将に進み、翌年4月に休職した。
1907年（明治40年）3月2日、予備役に編入され、同年9月21日、その功績により男爵の爵位を授爵し華族となった。1913年（大正2年）4月1日、後備役となる。
1911年（明治44年）7月10日から1929年（昭和4年）2月4日まで貴族院議員に在任し、公正会に所属して活動した。墓所は雑司ヶ谷霊園。

## 親族
- 椿冕 - 妹の夫。茨城県平民。陸軍大佐[6]。墓所は雑司ヶ谷霊園。
- 山内静夫 - 二女の夫[6]。陸軍中将。満洲電信電話総裁。
- 山内三吾 - 三女の夫[6]。 陸軍大佐（工兵）
- 辛島知己 - 四女の夫[6]。熊本市長。
- 小磯進 - 二男・長世の義父。衆議院議員。子は内閣総理大臣を務めた陸軍大将の小磯国昭。
- 今井泰子 - 次代長世の長女。広島県広島市緑井の医師今井次雄に嫁ぐ。被爆体験を日記に残す。夫は出征したが、無事帰還している[7][8]。

## 栄典
- 1884年（明治17年）11月13日 - 勲四等旭日小綬章[9]
- 1889年（明治22年）11月29日 - 大日本帝国憲法発布記念章[10]
- 1891年（明治24年）12月28日 - 正六位[11]
- 1893年（明治26年）
  - 11月29日 - 勲三等瑞宝章[12]
  - 12月16日 - 従五位[13]
- 1895年（明治28年）
  - 10月21日 - 旭日中綬章・功四級金鵄勲章[14]
  - 11月18日 - 明治二十七八年従軍記章[15]
- 1897年（明治30年）10月30日 - 正五位[16]
- 1904年（明治37年）1月29日 - 勲二等瑞宝章[17]
- 1905年（明治38年）2月14日 - 従四位[18]
- 1906年（明治39年）4月1日 - 勲一等旭日大綬章・明治三十七八年従軍記章[19]
- 1907年（明治40年）
  - 4月20日 – 従四位[20]
  - 9月21日 - 男爵 [21]
- 1915年（大正4年）11月10日 - 大礼記念章[22]
- 1916年（大正5年）9月30日 - 従三位[23]

外国勲章佩用允許
- 1894年（明治27年）9月26日 - 安南王国：竜星第三等勲章[24]